# Mourad Bey
Vous lisez un « bon article » labellisé en 2014.
Pour l’article homonyme, voir Mourad Bey (Tunisie).
Mourad Bey, né vers 1750 et mort le 22 avril 1801 à Beni Suef, est un chef mamelouk et bey égyptien. Enlevé dans sa jeunesse, il entre au service du chef mamelouk Muhammad et lui succède après la mort de ce dernier. Il s'allie alors avec le mamelouk Ibrahim Bey pour prendre le pouvoir en Égypte. Après plusieurs échecs et de longues années d'exil, Mourad arrive à ses fins en 1784 et se partage le contrôle du pays avec Ibrahim. Leur gestion des affaires très personnelle vis-à-vis de l'Empire ottoman suscite toutefois la colère des Turcs qui contraignent Mourad à quitter le Caire en 1786. Cinq ans plus tard, il reprend les rênes du pouvoir aux côtés d'Ibrahim.
En 1798, il est l'un des principaux adversaires du général français Napoléon Bonaparte qui entreprend la conquête de l'Égypte. Sa cavalerie se heurte à la discipline des troupes françaises et il est vaincu à Chebreiss puis aux Pyramides. Mourad Bey s'enfuit vers la Haute-Égypte, poursuivi par le général Desaix. Après une année de combats dans le désert, il signe finalement la paix avec le général Kléber et reste fidèle à cette alliance avec le général Menou, son successeur. Alors qu'il s'apprête à porter secours à la garnison du Caire menacée par les Anglais, il meurt de la peste bubonique. Homme cultivé et réputé pour sa force physique, sa résistance face aux Français en Haute-Égypte lui vaut l'estime de certains contemporains.

## Biographie

### Jeunesse et arrivée au pouvoir en Égypte

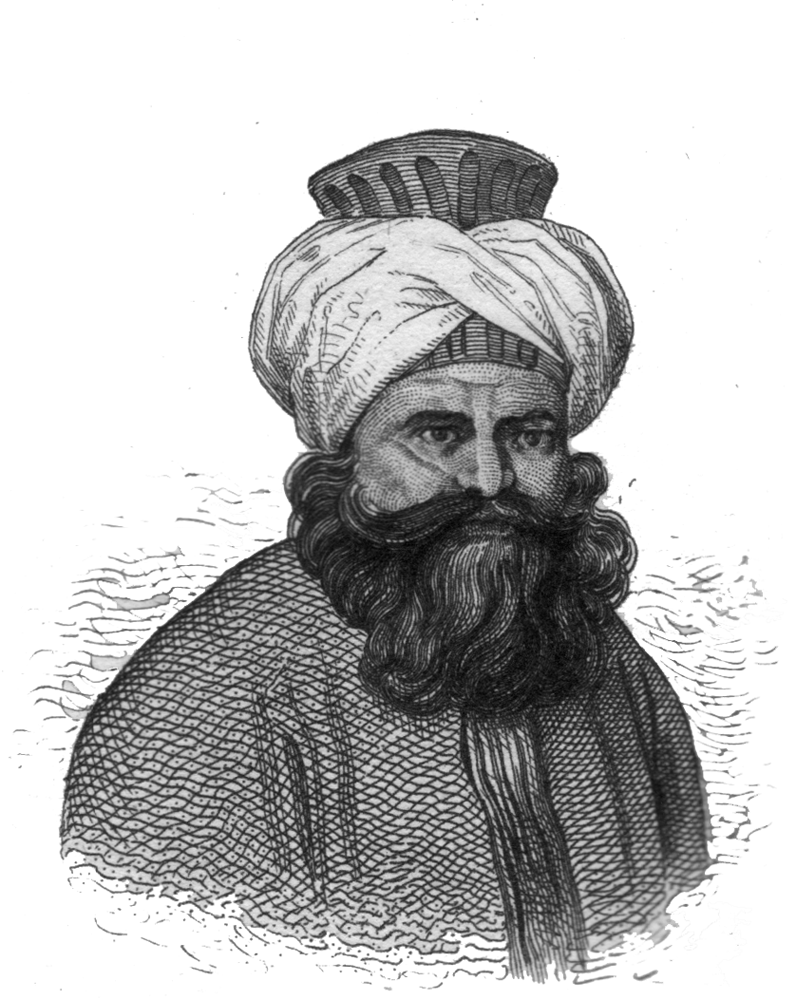
Portrait de Mourad Bey, extrait de l’Histoire des armées françaises de terre et de mer de 1792 à 1833 par Abel Hugo.

Les origines de Mourad Bey sont controversées. L'historien géorgien Alexander Mikaberidze soutient que Mourad Bey est né vers 1750 à Tiflis, en Géorgie, tandis que les auteurs Kadir Natho, Christopher Herold et Marie Nicolas Bouillet affirment qu'il serait plutôt circassien,,. En 1768, le jeune homme est vendu en Égypte au chef mamelouk Muhammad Bey Abou al-Dhahab, qui lutte à cette époque contre le dirigeant du pays, Ali Bey al-Kabir. Ce dernier est tué lors d'un affrontement avec les hommes de Muhammad, qui envahit ensuite la Palestine avant de mourir à son tour en 1775.
Mourad s'est entre-temps marié avec la veuve d'Ali Bey, Nafissa al-Bayda, et profite de l'importante fortune de l'ancien époux de celle-ci. Après la mort de son maître, il devient le nouveau chef des mamelouks et s'associe avec Ibrahim Bey, lui aussi ancien serviteur de Muhammad, dans une lutte pour le pouvoir contre Ismail Bey, ex-garde du corps d'Ali Bey. Il s'ensuit une guerre civile entre les deux partis, au terme de laquelle Mourad et Ibrahim, vaincus, s'enfuient en Haute-Égypte. Abandonné par la plupart de ses partisans, Ismail se réfugie à Constantinople en 1778 et cède la place à Mourad et Ibrahim. En 1784, Mourad s'empare seul du pouvoir et oblige Ibrahim à regagner la Haute-Égypte. Réconciliés, ils se partagent la direction du pays en 1785. Tout en restant détenteurs du pouvoir, ils décident de se mettre au service des gouverneurs ottomans d'Égypte.
En 1786, à la suite d'un refus de Mourad et Ibrahim de lui verser un tribut, le sultan ottoman Abdülhamid Ier envoie le grand amiral de la flotte ottomane, Hasan Pacha, pour évincer Ibrahim et Mourad Bey. Hasan Pacha réussit à vaincre les mamelouks et place à court terme l'Égypte sous le contrôle direct de l'Empire ottoman. Ismail Bey, nommé gouverneur du pays, devient le nouveau commandant en chef des mamelouks. Cependant, en 1791, après s'être réfugiés pendant cinq ans en Haute-Égypte, Mourad et Ibrahim Bey regagnent le Caire, reprennent le pouvoir et rétablissent le duumvirat. Mourad s'installe alors à Gizeh, dans une maison richement décorée.
Au cours de son règne, Mourad Bey fait construire l'arsenal du Caire et ordonne la restauration de la mosquée Amr ibn al-As. Il ordonne également la création d'une petite flotte sur le Nil, inspirée des navires européens, mais abandonne l'idée face au manque d'enthousiasme de la population,. Par ailleurs, en 1798, sa décision de remettre en vigueur l'impôt de capitation pour les étrangers suscite le mécontentement des ambassadeurs européens.

### La campagne d'Égypte

#### Chebreiss, les Pyramides et la lutte contre le général Desaix

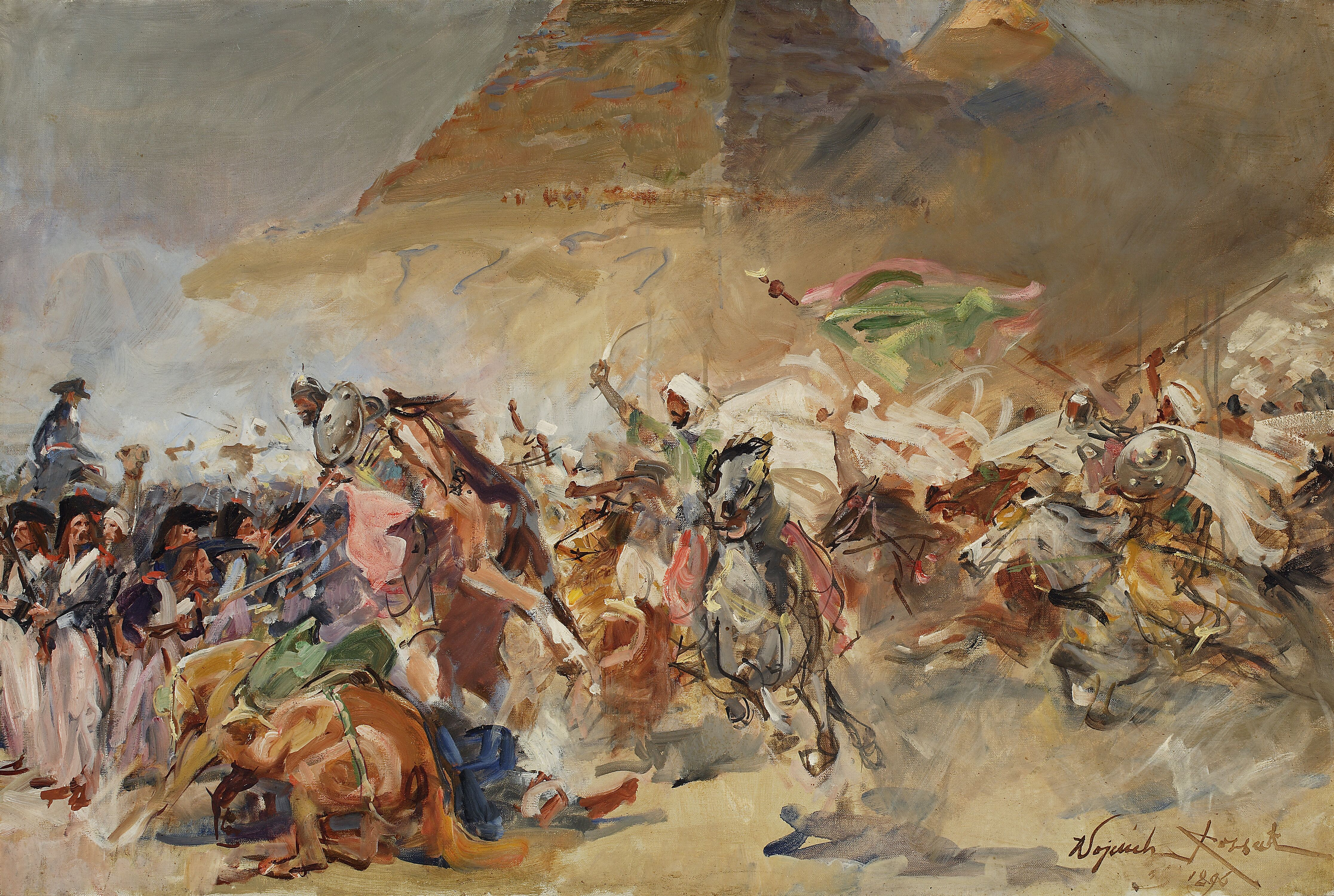
Les mamelouks de Mourad Bey chargent les carrés français pendant la bataille des Pyramides. Tableau de Wojciech Kossak, 1896.

En 1798, Mourad Bey s'oppose aux troupes françaises du général Napoléon Bonaparte pendant la campagne d'Égypte. En apprenant que l'armée adverse est essentiellement composée de fantassins, il déclare : « eh bien, ma maison suffira pour les détruire et je vais couper leurs têtes comme des pastèques dans les champs. ».
Il est repoussé une première fois par les carrés français à Chebreiss, le 13 juillet. Le 21 juillet, il tente de stopper à nouveau ses adversaires à la bataille des Pyramides, en s'élançant avec 10 000 mamelouks sur les divisions de Bonaparte, mais il est mis en déroute par des salves meurtrières. Blessé à la joue par un coup de sabre, Mourad Bey fuit en Haute-Égypte tandis que sa femme Nafissa reste au Caire. En signe d'admiration pour son vainqueur, il fait remettre à Bonaparte son propre sabre, une arme alors considérée dans toute l'Égypte comme un objet sacré. De son côté, Bonaparte tente de négocier avec le chef mamelouk en lui offrant le titre de gouverneur de la province de Girga. Le vaincu des Pyramides refuse et exige le retrait des troupes françaises d'Égypte, en proposant dix mille pièces d'or pour couvrir les frais du rembarquement.
Bonaparte décide alors d'envoyer son second, le général Louis Desaix, à la poursuite de Mourad Bey qui s'est retiré dans le désert. À nouveau battu par les Français à Sédiman, le 7 octobre 1798, il poursuit sa retraite en direction de l'oasis du Fayoum. Il organise ensuite une brève campagne de guérilla qui l'oppose, durant une année, aux forces françaises de Desaix. Les mamelouks, défavorisés en bataille rangée, harcèlent les lignes de communication, détruisent les navires de ravitaillement français, attaquent les soldats isolés et obligent même, un temps, leurs adversaires à évacuer Assouan. C'est en poursuivant Mourad en Haute-Égypte que les Français découvrent les monuments de Dendérah, Thèbes, Edfou et Philæ.

#### Allié de la France

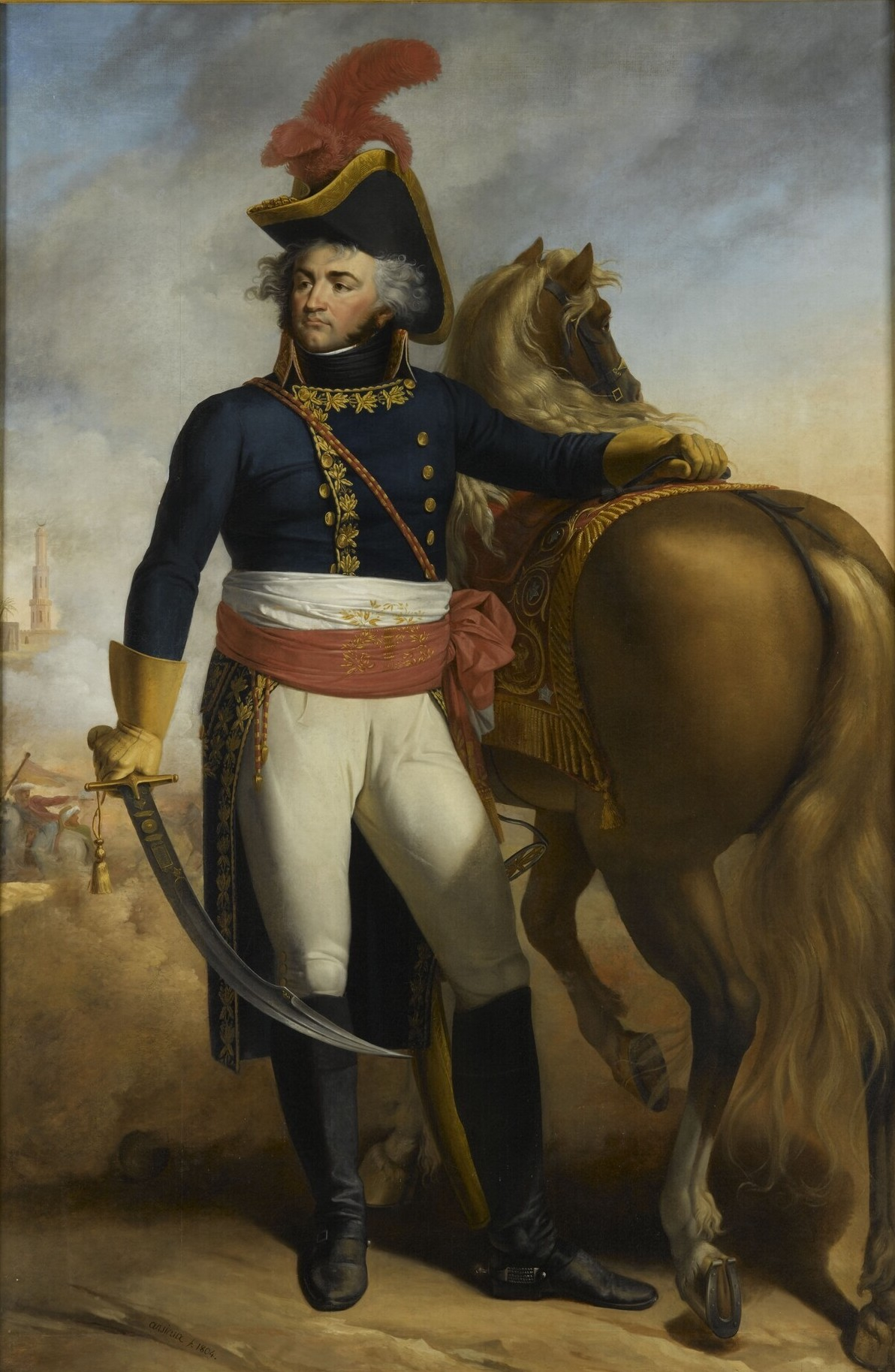
Le général Jean-Baptiste Kléber signe en 1800 un traité d'alliance avec Mourad Bey, mais meurt assassiné quelque temps plus tard. Tableau de Jean-Joseph Ansiaux, 1804.

Peu après la victoire française d'Aboukir le 25 juillet 1799, le chef mamelouk manque d'être fait prisonnier à Samhud par Desaix, et engage rapidement des pourparlers. Il cesse finalement les hostilités et adopte la neutralité en octobre. En 1800, le général Jean-Baptiste Kléber, nouveau commandant en chef de l'armée française, propose à Mourad Bey de se joindre à lui en échange du titre de gouverneur de la Haute-Égypte. Le chef mamelouk accepte, et tout en assurant Kléber de protéger la Haute-Égypte des Ottomans, il invite l'ensemble des mamelouks à se rallier à lui. Lors de la bataille d'Héliopolis le 20 mars, lui et ses hommes font partie de l'aile droite française, mais dès le début de la bataille, le bey se retire dans le désert avec ses cavaliers sans prendre part au combat. Après le retour des Français au Caire, il invite Kléber ainsi que le général Damas dans sa demeure : à l'issue de cette entrevue, Mourad Bey fait remettre au général en chef un sabre et un poignard ornés de diamants. Confirmé dans ses fonctions de gouverneur de la Haute-Égypte, il est chargé de collecter les impôts sur les terres relevant de sa juridiction pour le compte de la République française. Kléber est assassiné peu après au Caire et est remplacé par le général Menou, auquel Mourad Bey reste fidèle.
Le 21 mars 1801, l'armée française est vaincue à Canope par les troupes britanniques du général Abercromby et se retranche dans Alexandrie. Le gouverneur du Caire, Belliard, demande à Mourad Bey de le rejoindre avec sa cavalerie pour l'aider à défendre la capitale. Le bey se met en route, mais atteint de la peste bubonique, il meurt à Beni Suef le 22 avril 1801,. Le chef mamelouk est enterré à Suhaj, et sa femme Nafissa lui construit, plus tard, un tombeau non loin de la tombe d'Ali Bey al-Kabir, son ancien époux. Les dernières troupes de Mourad, influencées par le général Hutchinson, se rallient aux Britanniques à la fin du mois de mai 1801.
Treize ans plus tard, le 6 avril 1814, Napoléon Ier, qui vient de signer son acte d'abdication, reçoit le maréchal Macdonald à Fontainebleau et lui offre le sabre de Mourad Bey en signe de gratitude : « conservez-le en souvenir de moi et de mon affection pour vous ».

## Description physique, caractère et regards des contemporains

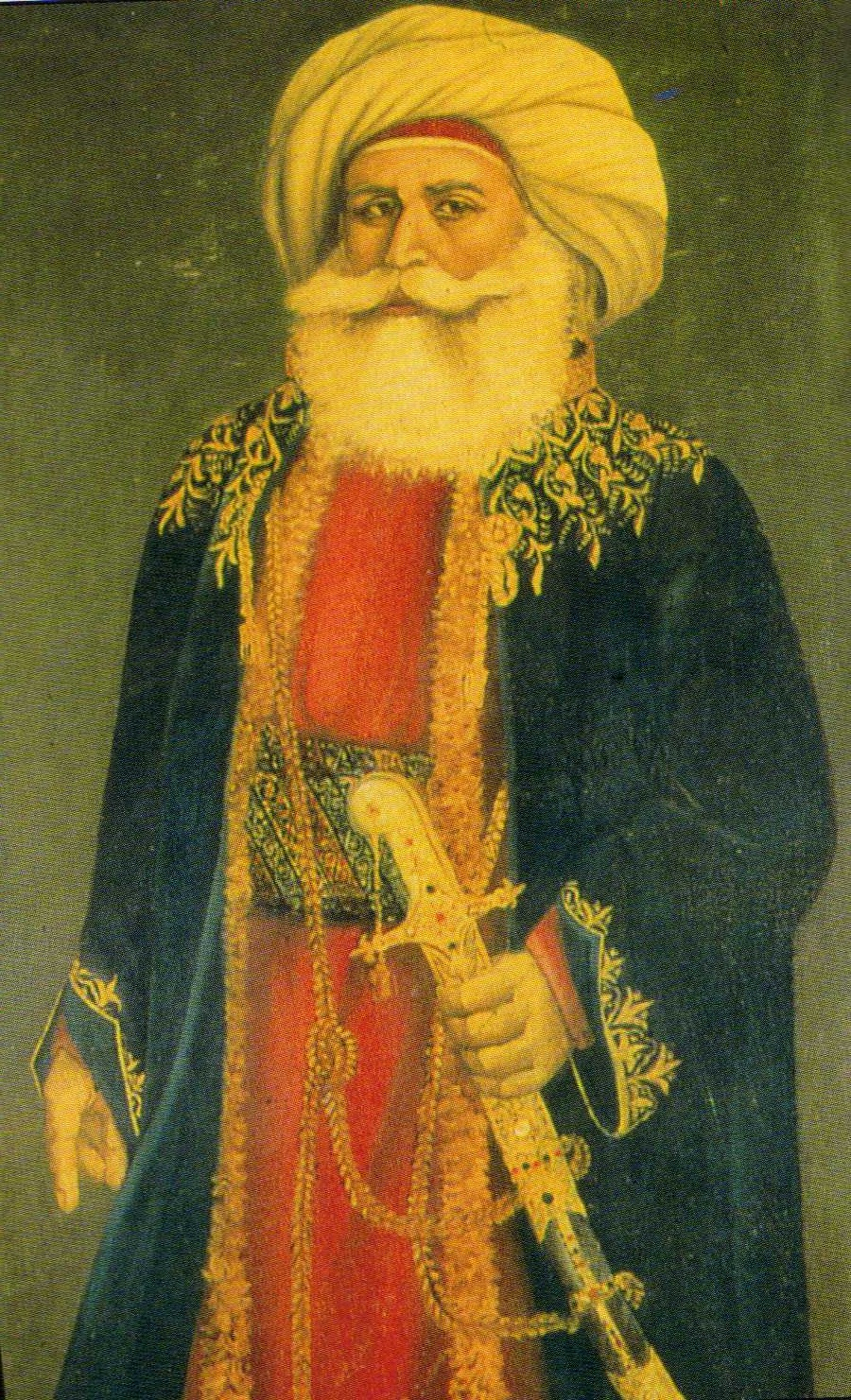
Portrait de Mourad Bey. Huile sur toile anonyme, vers 1800.

Mourad Bey est souvent décrit comme un dirigeant cupide et cruel envers ses ennemis, mais aussi comme un guerrier énergique et courageux. Homme à la stature imposante, il possède une grande force physique et est réputé pour savoir « décapiter un bœuf d'un seul coup de son cimeterre ». C'est également un homme fier, qui s'intéresse à la musique et aux lettres. Il se montre doué dans la pratique des arts martiaux, bien qu'il n'ait pas reçu d'éducation militaire.
Dans son Journal de l'expédition d'Égypte, le général Jean-Pierre Doguereau considère Mourad Bey comme « un chef mamelouk exceptionnel […] qui fut sincèrement regretté de tous les officiers. ». Le dessinateur et écrivain Dominique Vivant Denon, qui suit en spectateur le général Desaix en Haute-Égypte, se montre lui aussi admiratif du bey :

« Calme dans les malheurs, ce Fabius égyptien, sachant allier à un courage patient toutes les ressources d'une politique active, avait calculé ses moyens ; il avait apprécié le résultat de l'emploi qu'il pouvait en faire au milieu des événements d'une guerre désastreuse […] Une longue expérience lui avait appris le grand art de temporiser […] C'est par ces ressources que Mourad Bey s'était montré le digne adversaire de Desaix, et que l'on ne savait plus ce qu'il fallait admirer davantage, ou des ingénieuses et itératives attaques de l'un, ou de la calme et circonspecte résistance de l'autre. »